# Dicranota quadrihamata
Dicranota quadrihamata är en tvåvingeart som beskrevs av Evgenyi Nikolayevich Savchenko 1977. Dicranota quadrihamata ingår i släktet Dicranota och familjen hårögonharkrankar. Inga underarter finns listade i Catalogue of Life.